# Región I Centro de Chiapas
La Región I Centro de Chiapas está integrada por 23 municipios en un espacio de 12,629 km² equivalente al 16.7% del territorio estatal, siendo esta una de las más extensas del estado. La cabecera regional es la ciudad de Tuxtla Gutiérrez. La población regional es de 1,084,733 hab. 25.9% del total estatal. En el espacio educativo el 15.5% de la población de esta región es analfabeta, 7.4 puntos porcentuales menos que la tasa estatal. Para satisfacer la demanda educativa en la región se disponen de 2,670 escuelas y 12,708 personas dedicadas a la  docencia. 
Cuenta con 3,416.2 km de carretera federal y estatal, las cuales  comunican con el resto del estado a través de la carretera Panamericana y sus ramales. 
Además dispone de 2 aeropuertos de servicio nacional , 2 Internacionales y 182 oficinas postales, de las cuales 10 son administraciones, 7 sucursales, 37 agencias y 126 expendios. El 43.4 % de la población total son derechohabientes de las instituciones de seguridad social, de los cuales 72.7% corresponden al  IMSS, 17.4 al ISSSTE y 9.9% corresponde al ISSTECH. Existen 159 clínicas de consulta externa y 7 de hospitalización general para dar cobertura de salud. En cuanto a los servicios básicos 83.5% de las viviendas cuentan con agua entubada; 81.1 con drenaje y 94.2% disponen de energía eléctrica.

## Municipios
Acala, Arriaga,Tumbala,Berriozabal, Cintalapa, Coapilla, Copainalá, Chiapa de Corzo, Chiapilla, Chicoasén, Ixtapa, Jiquipilas, Ocotepec, Ocozocoautla, Osumacinta, Nicolás Ruiz, San Fernando, San Lucas, Soyaló, Suchiapa, Tecpatán, Totolapa y la capital, Tuxtla Gutiérrez.
- Datos: Q6104173